# Estados Unidos en los Juegos Olímpicos de Sochi 2014
Estados Unidos estuvo representado en los Juegos Olímpicos de Sochi 2014 por un total de 222 deportistas, 122 hombres y 100 mujeres, que compitieron en 15 deportes.
El portador de la bandera en la ceremonia de apertura fue el esquiador de combinada nórdica Todd Lodwick.

## Medallistas
El equipo olímpico estadounidense obtuvo las siguientes medallas:
| Nombre | Deporte                              | Competición          |
| --- | ------------------------------------ | -------------------- |
| Oro |                                      |                      |
| Maddie Bowman                                                                                                | Esquí acrobático                     | Halfpipe F           |
| David Wise                                                                                                   | Esquí acrobático                     | Halfpipe M           |
| Joss Christensen                                                                                             | Esquí acrobático                     | Slopestyle M         |
| Mikaela Shiffrin                                                                                             | Esquí alpino                         | Eslalon F            |
| Ted Ligety                                                                                                   | Esquí alpino                         | Eslalon gigante M    |
| Meryl Davis Charlie White                                                                                    | Patinaje artístico                   | Danza sobre hielo    |
| Kaitlyn Farrington                                                                                           | Snowboard                            | Halfpipe F           |
| Jamie Anderson                                                                                               | Snowboard                            | Slopestyle F         |
| Sage Kotsenburg                                                                                              | Snowboard                            | Slopestyle M         |
| Plata |                                      |                      |
| Elana Meyers Lauryn Williams                                                                                 | Bobsleigh                            | Doble F              |
| Steven Holcomb Steven Langton                                                                                | Bobsleigh                            | Doble M              |
| Steven Holcomb Steven Langton Curtis Tomasevicz Christopher Fogt                                             | Bobsleigh                            | Cuádruple M          |
| Devin Logan                                                                                                  | Esquí acrobático                     | Slopestyle F         |
| Gus Kenworthy                                                                                                | Esquí acrobático                     | Slopestyle M         |
| Andrew Weibrecht                                                                                             | Esquí alpino                         | Supergigante M       |
| Equipo | Hockey sobre hielo                   | Torneo F             |
| Eddy Alvarez John Robert Celski Christopher Creveling Jordan Malone                                          | Patinaje de velocidad en pista corta | 5000 m por relevos M |
| Noelle Pikus-Pace                                                                                            | Skeleton                             | Individual F         |
| Bronce |                                      |                      |
| Jamie Greubel Aja Evans                                                                                      | Bobsleigh                            | Doble F              |
| Hannah Kearney                                                                                               | Esquí acrobático                     | Baches F             |
| Nick Goepper                                                                                                 | Esquí acrobático                     | Slopestyle M         |
| Julia Mancuso                                                                                                | Esquí alpino                         | Supercombinada F     |
| Bode Miller                                                                                                  | Esquí alpino                         | Supergigante M       |
| Erin Hamlin                                                                                                  | Luge                                 | Individual F         |
| Jeremy Abbott Jason Brown Ashley Wagner Gracie Gold Marissa Castelli Simon Shnapir Meryl Davis Charlie White | Patinaje artístico                   | Equipo               |
| Matthew Antoine                                                                                              | Skeleton                             | Individual M         |
| Kelly Clark                                                                                                  | Snowboard                            | Halfpipe F           |
| Alex Deibold                                                                                                 | Snowboard                            | Campo a través M     |